# Edmond Kapllani
Edmond Kapllani (Durrës, 31 juli 1982) is een Albanese voetballer (aanvaller) die sinds 2012 voor de Duitse eersteklasser FSV Frankfurt uitkomt. Hij werd eerder verhuurd aan TuS Koblenz en SC Paderborn, maar sinds 2011 zat hij in de A-kern van FC Augsburg. Eerder speelde hij onder meer voor Karlsruher SC.

## Interlandcarrière
Kapllani speelde sinds 2004 in totaal 35 interlands voor de Albanese nationale ploeg, en scoorde negen keer. Hij maakte zijn debuut op woensdag 31 maart 2004 in het vriendschappelijke thuisduel tegen IJsland, dat met 2-1 werd gewonnen. Bondscoach Hans-Peter Briegel liet hem in die wedstrijd in de rust invallen voor Florian Myrtaj. In dezelfde wedstrijd maakte Henri Ndreka (Partiazani Tirana) zijn debuut.

## Erelijst
Partizan Tirana
- Albanees landskampioen

2001
 Karlsruher SC
- Kampioen 2. Bundesliga

2007